# Jakub Krejčík
Jakub Krejčík (* 25. Juni 1991 in Prag, Tschechoslowakei) ist ein tschechischer Eishockeyspieler, der seit Mai 2022 erneut beim HC Sparta Prag aus der tschechischen Extraliga unter Vertrag steht und dort auf der Position des Verteidigers spielt.

## Karriere
Jakub Krejčík begann seine Karriere als Eishockeyspieler in seiner Heimatstadt in der Nachwuchsabteilung des HC Slavia Prag, für dessen Profimannschaft er in der Saison 2010/11 sein Debüt in der Extraliga, der höchsten tschechischen Spielklasse, gab. In seinem Rookiejahr erreichte der Verteidiger mit seiner Mannschaft das Playoff-Halbfinale. Er selbst erzielte in insgesamt 28 Spielen zwei Tore und sechs Vorlagen. In der folgenden Spielzeit gelang ihm mit Slavia Prag erst in der Abstiegsrunde der Klassenerhalt. Er selbst steigerte sich auf vier Tore und neun Vorlagen in insgesamt 63 Spielen.
Kurz nach Beginn der Saison 2012/13 wechselte Krejčík innerhalb Prags zum HC Lev Prag in die Kontinentale Hockey-Liga (KHL). Zu Beginn der folgenden Spielzeit wurde er an den HC Sparta Prag aus der Extraliga ausgeliehen und absolvierte 56 Partien für den Club. Zwischen 2014 und 2016 stand er beim Örebro HK unter Vertrag.
Vor der Saison 2016/17 wurde Krejčík vom KHL Medveščak Zagreb verpflichtet, für den er bis Februar 2017 48 KHL-Partien absolvierte. Anschließend verließ er den Klub und wechselte zurück nach Tschechien zum HC Kometa Brno. Mit Kometa wurde er in den Extraliga-Playoffs zum ersten Mal in seiner Karriere tschechischer Meister und erhielt anschließend eine Vertragsverlängerung. Im Sommer 2018 schloss sich der Tscheche dem finnischen Klub Rauman Lukko an, für den er ebenso ein Jahr spielte wie im Anschluss Oulun Kärpät. Im Mai 2020 wechselte Krejčík zurück in die KHL, wo er mit Jokerit aber weiterhin bei einem finnischen Team unter Vertrag stand. Nach der Saison 2020/21 folgte ein ligainterner Wechsel zum belarussischen Hauptstadtklub HK Dinamo Minsk, ehe er im Mai 2022 in seine Geburtsstadt zu Sparta zurückkehrte.

### International
Für Tschechien nahm Krejčík an der Weltmeisterschaft 2012 teil, wo er die Bronzemedaille gewann. Im selben Jahr vertrat er sein Land bei der Euro Hockey Tour. Weitere Weltmeisterschaftsteilnahmen konnte der Verteidiger in den Jahren 2015, 2017, 2018 und 2024 vorweisen. Im Jahr 2024 wurde er im eigenen Land Weltmeister.

## Erfolge und Auszeichnungen
- 2017 Tschechischer Meister mit dem HC Kometa Brno
- 2018 Tschechischer Meister mit dem HC Kometa Brno
- 2020 Liiga All-Star-Team

### International
- 2012 Bronzemedaille bei der Weltmeisterschaft
- 2024 Goldmedaille bei der Weltmeisterschaft